# Fehér Tibor (író)
Szacsvay-Fehér Tibor  (Budapest, 1907. január 13. – Budapest, 1993. április 9.) magyar író, költő, újságíró, tanár. Fia Szacsvay László, a Nemzet Színésze. Íróként a Fehér Tibor nevet használta.

## Élete
Szülei Fehér Béla Bódog (1869–1953) és Szacsvay Jolán (1874–1957) óvónő voltak. Felesége Moldvai Sarolta a Felvidékről származik. Középiskolai tanulmányait a Kispesti Magyar Királyi Állami Deák Ferenc Reálgimnáziumban végezte. Pályáját tanárként kezdte, 1931-ben lépett a főváros szolgálatába, 1938-ban rendes tanár a Gyáli utcai polgári fiúiskolában. Az Országos Gárdonyi Társaság tagja és könyvtárosa volt. A Pesti Hírlap újságíróversenyén (1939 decembere) 414 versenyző közül a 20. helyre került. A háború után is folytatta pedagógusi pályafutását (elsősorban magyar irodalmat és történelmet tanított).

## Művei
- Lélek a rács mögött (versek, Szeged, 1930)
- Szeretni kell (versek, Bp., 1936)
- Ütött az óra! A trianoni béke története; előszó Siklaki István; Ifjú Polgárok Lapja, Bp., 1938
- Külvárosi szerelem. Regény; Centrum, Bp., 1941 (A Film Színház Irodalom regénymelléklete)
- Az ítélet (regény, 1941)
- Végzetes találkozó. Detektívregény (1941)
- A király vitéze (kisregény, 1941)
- Egyszer mégis hajnalodik (regény, 1942)
- Nyomozás a világűrben (kisregény, 1942)
- A tizenhatarcú bálványszobor. Regény; Magyar Népművelők Társasága, Bp., 1942 (Érdekes regények. Röptében a világ körül)
- Lidérckirály (történelmi ifjúsági regény, 1942)
- Zoárd vitéz. Történelmi regény a serdültebb ifjúság számára; Szt. István Társulat, Bp., 1942
- Árnyék az úton (regény, 1943)
- Boszorkánykirály (történelmi ifjúsági kisregény, 1943)
- Nyugtalan vér. Történelmi regény az Árpádok korából; Magyar Népművelők Társasága, Bp., 1943 (Érdekes regények. Röptében a világ körül)
- Aranykakas (történelmi ifjúsági regény, 1943)
- Muzsikál a múlt (kisregény, 1943)
- Új élet felé (kisregény, 1944)
- Aranykakas. Történelmi regény; Móra, Bp., 1959
- Hold a Tisza felett. Regény Dózsa Györgyről; Móra, Bp., 1961
- Hajdúk kapitánya (regény, 1965)
- Aquincumi lovas (történelmi regény, 1968, Szekszárd, 1994)
- Könyves király (történelmi ifjúsági regény, 1971)
- A félhold árnyékában (történelmi ifjúsági regény, 1973,[4] Főnix Könyvműhely, 2009)
- Vasjogar (történelmi ifjúsági regény, 1974) Online elérhetőség (MEK)
- Az ezüstkardú vitéz (történelmi ifjúsági regény, 1976,[4] Főnix Könyvműhely, 2009)
- Aranyváros hercege (történelmi ifjúsági regény, 1978)[4]
- Hajdúkaland (történelmi ifjúsági regény, 1980,[4] Főnix Könyvműhely, 2009)
- Nyugtalan vér (ifjúsági regény, Pozsony-Budapest, 1981)[4]
- Tűzön-vízen át. jegyz., utószó Zachar József; Móra, Bp., 1984
- A ródoszi lovag (történelmi ifjúsági regény, 1986)
- Bíborváros (történelmi ifjúsági regény, 1988)
- A tűzvirág ébresztése (ifjúsági regény, 1989)

## Díjai
- Szocialista Kultúráért (1977)
- Magyar Köztársasági Arany Érdemkereszt (1992)